# Eischoll
Eischoll (gsw. Eyschol) – miejscowość i gmina (Politische Gemeinde) w południowej Szwajcarii, w kantonie Valais, w okręgu (Bezirk) Westlich Raron. 

## Demografia
W Eischoll mieszka 450 osób. W 2021 roku 5,6% populacji gminy stanowiły osoby urodzone poza Szwajcarią. 